# Милтон (Западная Виргиния)
Милтон (англ. Milton) — город в США (штат Западная Виргиния, округ Кабелл).

## История
Город был назван в честь Милтона Риза.

## География
Расположен вдоль реки Мад.
По данным Бюро переписи населения США, общая площадь города составляет 1,58 квадратных миль (4,09 км²), из которых 1,54 квадратных миль (3,99 км²) — это суша, а 0,04 квадратных миль (0,10 км²) — вода.

## Образование
Начальное образование дается в начальной школе Милтон, а ученики средней школы посещают среднюю школу Милтон. Учащиеся старших классов посещают среднюю школу Кабелл-Мидленд, которая открылась в августе 1994 года после объединения средней школы Милтон и средней школы Барбурсвилл.

## Транспортная инфраструктура
В Милтоне находится частный аэропорт Ona Airpark, обслуживающий столичный район штата Хантингтон-Ашленд.

## Известные жители
Брис Декстер Джон Панкейк — американский писатель-новеллист, автор сборника рассказов под названием "Трилобиты". Долгий период жизни проживал в Милтоне.